# Cavite (cidade)
Cavite é uma cidade de quarta classe de renda da cidade na província de Cavite, nas Filipinas. De acordo com o censo de 1 maio  de  2020, possui uma população de 100 674 pessoas e 27 473 domicílios.
Ocupa uma península com forma de anzuelo na baía de Manila. A ilha histórica de Corregidor e as ilhas adjacentes e as ilhas asiladas do Cavalo, de Carabao, de El Fraile e de La Monja, na boca da baía de Manila, são parte da sua jurisdição territorial. Anteriormente, era a capital da província.

## Cidades irmãs
- San Diego, Estados Unidos